# 長者
長者（ちょうじゃ、ちょうしゃ）は、年長者、富裕者に対する呼称。

## 仏教用語としての用法
釈迦の在世中、富裕層である広大な土地所有者・商業資本者を居士といい、その中でも、特に社会的勢力があり、富裕層を代表する立場にあるものを長者といった仏教の擁護者としての意味があり、法華経など多くの仏典に用例がある。
日本の仏教界では、官寺である真言宗の東寺（教王護国寺）の長官のことを指し、他の「長者」と特に区別をつける時は、東寺長者とも呼ぶ。東寺長者の首位を東寺一長者といい、明治時代までは真言宗の事実上の盟主であり、また全仏教界を統べる法務（正法務）も兼任する慣例だった。

### 用例
- 長者窮子喩（ちょうじゃぐうじゆ） 「法華経」信解品

## 日常的用法
仏教用語から転じて、中国古典でも使用され、社会的地位があり、財産・徳行を備えた者を意味した。日本でも、氏長者のように一族を統率する代表者の意味で用いられたり、『わらしべ長者』のように富裕者の意味で用いられた。
今日では「長者」という語が単独で日常的に用いられることはほとんどないが、「億万長者」、「長者番付」等の成句として日常生活の中に残っている。また巨富を得た手段を冠して「株長者」「土地長者」と表現されることもある。

## 参考項目
- 富裕層
- 氏長者 - 藤氏長者、源氏長者等
- るし長者